# Курай (рослина)

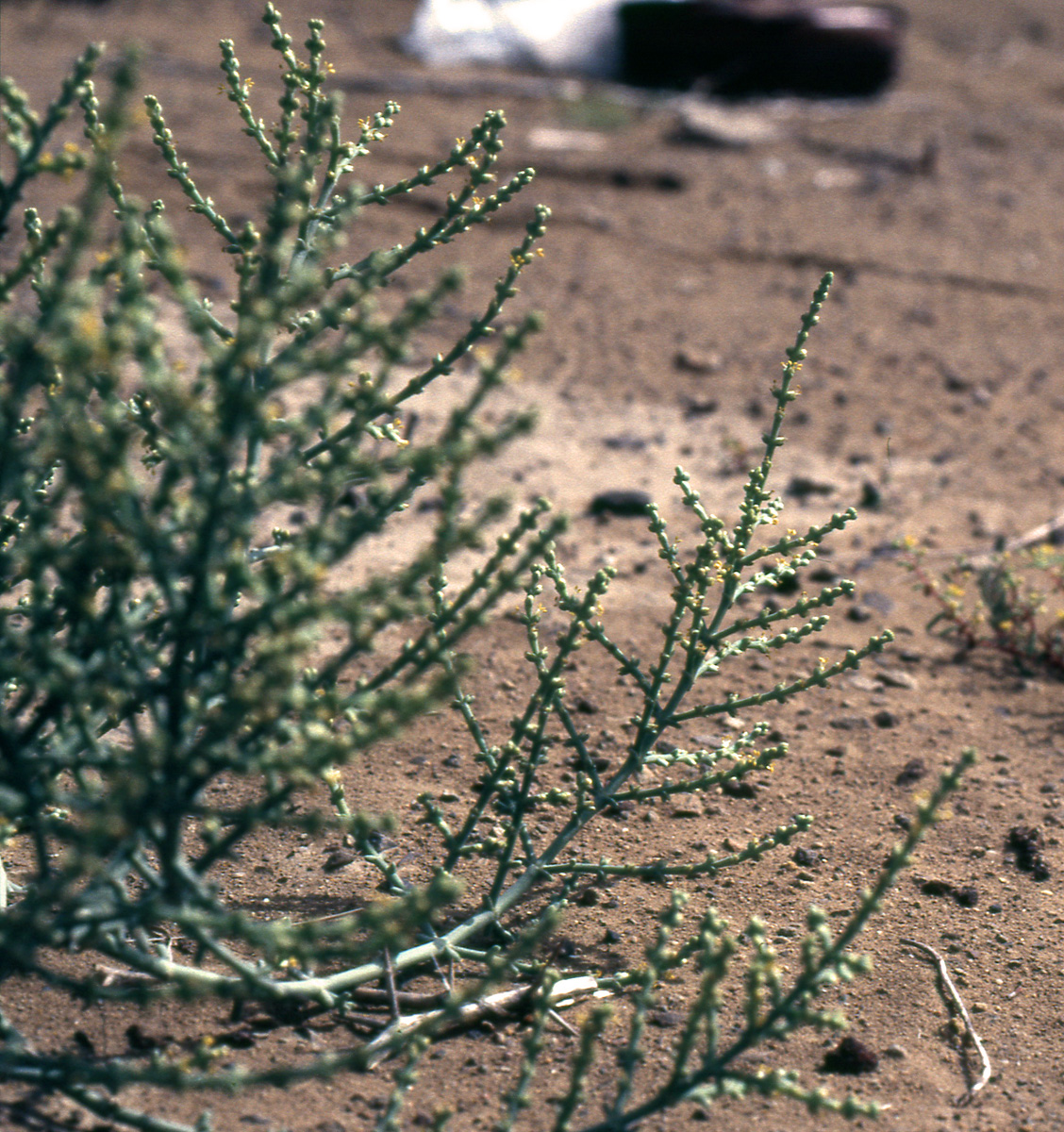
Salsola stocksii

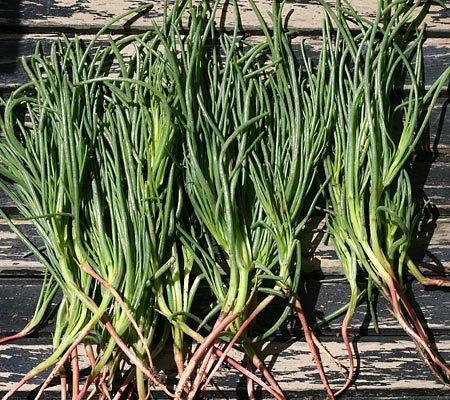
Зібраний урожай Salsola soda

Курай, солянка (Sálsola) — рід рослин родини амарантові (Amaranthaceae). Серед представників роду трапляються трави, напівчагарники, чагарники та дерева, поширені у Європі, Азії та Африці. Види ростуть переважно на рівнинах, на сухих солонуватих ґрунтах.

## Види
Рід налічує близько 100 видів.
Деякі види:
- Salsola abrotanoides Bunge
- Salsola acutifolia (Bunge) Botsch.(інші мови) — Курай гостролистий
- Salsola affinis C.A.Mey. ex Schrenk(інші мови)
- Salsola aperta Paulsen
- Salsola arbuscula Pall.
- Salsola arbusculiformis Drobow(інші мови)
- Salsola brachiata Pallas — Курай супротивнолистий
- Salsola canescens (Moq.(інші мови)) Boiss.
- Salsola chinghaiensis A.J.Li(інші мови)
- Salsola chorassanica Botsch.(інші мови)
- Salsola collina Pall. — Курай пагорбовий
- Salsola crassa M.Bieb.
- Salsola cyclophylla
- Salsola damascena
- Salsola dendroides
- Salsola drummondii
- Salsola dshungarica
- Salsola ferganica
- Salsola foliosa
- Salsola griffithii
- Salsola heptapotamica
- Salsola iberica
- Salsola ikonnikovii — Курай Іконнікова
- Salsola imbricata
- Salsola implicata
- Salsola incanescens
- Salsola jacquemontii
- Salsola junatovii
- Salsola kali L. — Курай поташевий
- Salsola komarovii — Курай Комарова
- Salsola korshinskyi — Курай Коржинського
- Salsola lanata
- Salsola laricifolia
- Salsola laricina Pallas — Курай модриновий
- Salsola makranica
- Salsola micranthera
- Salsola monoptera
- Salsola montana
- Salsola nepalensis
- Salsola nitraria
- Salsola orientalis
- Salsola passerina
- Salsola paulsenii
- Salsola pellucida
- Salsola pestifer
- Salsola praecox
- Salsola richteri — Курай Ріхтера
- Salsola rosacea
- Salsola rubescens
- Salsola sativa
- Salsola sclerantha
- Salsola sinkiangensis
- Salsola soda L. типовий[6] — Курай содовий
- Salsola subcrassa
- Salsola sukaczevii — Курай Сукачова
- Salsola tamariscina Pallas — Курай тамарисковий
- Salsola tomentosa
- Salsola tragus L. — Курай чіплянковий
- Salsola turkestanica — Курай туркестанська
- Salsola vermiculata
- Salsola verrucosa
- Salsola zaidamica

## Використання
Листя та пагони кураю содового (Salsola soda), відомий у Італії як італ. barba di frate або італ. agretti, готують і використовують як овочі. Цей вид також використовується для виробництва поташу. У Намібії, де рослину називають «Gannabos», це цінна кормова рослина.